# Leipäjuusto
Le leipäjuusto (ou dans certaines régions juustoleipä) est un fromage finlandais, fabriqué à partir de colostrum de vache.

## Description
Leipäjuusto signifie littéralement « pain de fromage ». Sa consistance particulière fait qu'il couine sous la dent ou lorsqu'on le coupe. 
Il se mange plutôt tiède, souvent accompagné de confiture de plaquebière (lakka). 
Ce fromage est aussi populaire dans le Wisconsin aux États-Unis, sous le nom de bread cheese.